# Abdolreza Yokar
Abdolreza Yokar es un deportista iraní que compitió en atletismo adaptado. Ganó siete medallas en los Juegos Paralímpicos de Verano entre los años 1996 y 2012.

## Palmarés internacional
| Juegos Paralímpicos | Juegos Paralímpicos      | Juegos Paralímpicos | Juegos Paralímpicos |
| Año                 | Lugar                    | Medalla             | Prueba              |
| ------------------- | ------------------------ | ------------------- | ------------------- |
| 1996                | Atlanta (Estados Unidos) | Medalla de oro      | Disco F52           |
| 1996                | Atlanta (Estados Unidos) | Medalla de bronce   | Jabalina F52        |
| 2000                | Sídney (Australia)       | Medalla de oro      | Disco F53           |
| 2000                | Sídney (Australia)       | Medalla de bronce   | Jabalina F53        |
| 2004                | Atenas (Grecia)          | Medalla de bronce   | Jabalina F52-53     |
| 2008                | Pekín (China)            | Medalla de plata    | Jabalina F53/54     |
| 2012                | Londres (Reino Unido)    | Medalla de plata    | Jabalina F52/53     |